# Grabina (Varsovie-ouest)
Pour les articles homonymes, voir Grabina.
Grabina [ɡraˈbina] est un village polonais, situé dans la Powiat de Varsovie-ouest et dans la voïvodie de Mazovie dans le centre-est de la Pologne.
Il se situe à environ 3 kilomètres au nord-ouest de Leszno, 18 kilomètresau nord-ouest d'Ożarów Mazowiecki (chef-lieu) et à 31 kilomètres à l'ouest de Varsovie.
Le village a une population de 12 habitants en 2000.